# کبرای جنگلی
کبرای جنگلی (نام علمی: Naja melanoleuca) نام یک گونه از تیره کفچه‌ماران است.